# Atlanta (album)
Atlanta è il nono album dal vivo del gruppo musicale britannico Porcupine Tree, pubblicato il 17 giugno 2010.

## Descrizione
Contiene la registrazione integrale del concerto tenuto dal gruppo al Roxy di Atlanta, tappa della tournée statunitense in supporto all'album Fear of a Blank Planet del 2007. Come spiegato dal gruppo, la pubblicazione è stata registrata e missata al fine di fornire materiale per un album dal vivo programmato la cui uscita è stata tuttavia posta in secondo piano in seguito alla decisione di filmare gran parte del medesimo repertorio nei Paesi Bassi (culminata con l'album video Anesthetize). All'indomani dell'annuncio del cancro terminale di Mick Karn, i Porcupine Tree hanno deciso di rendere disponibile Atlanta per il solo download digitale con lo scopo di raccogliere fondi per il trattamento del cancro del bassista.

## Tracce
Testi e musiche di Steven Wilson, eccetto dove indicato.
1. Fear of a Blank Planet – 9:31
2. What Happens Now? – 8:04 (Richard Barbieri, Colin Edwin, Gavin Harrison, Steven Wilson)
3. Sound of Muzak – 5:16
4. Sentimental – 5:37
5. Drown with Me – 5:51
6. Anesthetize – 17:30
7. Open Car – 4:45
8. Dark Matter – 8:51
9. Cheating the Polygraph – 8:38 (Gavin Harrison, Steven Wilson)
10. A Smart Kid – 5:31
11. Blackest Eyes – 4:58
12. Half-Light – 5:59
13. Way Out of Here – 7:42 (Richard Barbieri, Colin Edwin, Gavin Harrison, Steven Wilson)
14. Sleep Together – 8:46
15. Even Less – 6:11
16. Halo – 7:24 (Richard Barbieri, Colin Edwin, Gavin Harrison, Steven Wilson)

## Formazione
Gruppo
- Richard Barbieri – tastiera, sintetizzatore
- Colin Edwin – basso
- Gavin Harrison – batteria
- Steven Wilson – voce, chitarra, tastiera

Altri musicisti
- John Wesley – chitarra, cori

Produzione
- Mark Prator – registrazione
- Steven Wilson – missaggio
- Carl Glover – design, fotografia
- Diana Nitschke – fotografia